# Андреєвське (Дзержинський район)
Андреєвське (рос. Андреевское) — присілок в Дзержинському районі Калузької області Російської Федерації.
Населення становить 26 осіб. Входить до складу муніципального утворення Присілок Нікольське.

## Історія
Від 2004 року входить до складу муніципального утворення Присілок Нікольське.

## Населення
| 2002 | 2010 |
| ---- | ---- |
| 15   | ↗26  |